# Kepler-25
Kepler-25 — звезда, которая находится в созвездии Лиры на расстоянии около 782,7 световых лет от нас. Вокруг звезды обращаются, как минимум, две планеты.

## Характеристики
Kepler-25 — звезда 10 величины, которая была открыта с помощью орбитальной обсерватории Hipparcos в ходе проекта Tycho. Официальное открытие звезды было совершено 1997 году в рамках публикации каталога Tycho. Наименование звезды в этом каталоге — TYC 3124-1264-1. В настоящий момент более распространено наименование Kepler-25, данное командой исследователей, работающих с телескопом Kepler.
Kepler-25 немного крупнее и массивнее Солнца: её масса и радиус эквивалентны 1,22 и 1,36 солнечным соответственно. Температура поверхности звезды составляет приблизительно 6190 кельвинов.

## Планетная система

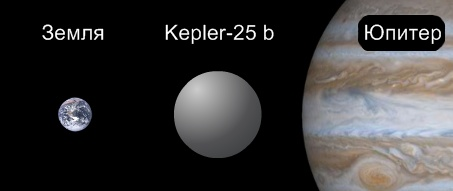
Сравнительные размеры Земли, Kepler-25 b и Юпитера.

В 2012 году группой астрономов, работающих с данными, полученными орбитальным телескопом Kepler, было объявлено об открытии двух планет в системе. Ближайшая к звезде планета Kepler-25 b по радиусу превосходит Землю в 2,6 раза. Точная масса планеты неизвестна (оценка — 8,1 земных), а максимальная — 12,7 масс Юпитера.
Планета Kepler-25 c имеет массу и радиус, равные 13 (оценочная реальная) и 4,5 земным соответственно. Обе открытые планеты обращаются очень близко к родительской звезде, и поэтому верхние слои их атмосфер разогреты чрезвычайно сильно.
В 2014 году была обнаружена третья планета в системе, Kepler-25 d. Известны лишь масса и её орбитальный период: 28 % массы Юпитера и 123 суток соответственно.